# Sint-Martinuskerk (Halberstadt)
De Sint-Martinuskerk (Duits: St. Martinikirche) is de evangelische stadskerk in het centrum van de Duitse stad Halberstadt. Samen met de dom van Halberstadt en de Onze-Lieve-Vrouwekerk domineert de Sint-Martinuskerk het silhouet van het stadbeeld.

## Geschiedenis
De kerk werd in de vroege middeleeuwen als marktkerk door welgestelde burgers gebouwd en voor het eerst in een oorkonde van 1186 genoemd. De huidige kerk werd echter in de periode tussen 1250-1350 gebouwd. Het hoofdkoor en de nevenkoren zijn 13e-eeuws, het kerkschip van de kerk dateert van de eerste helft van de 14e eeuw.
Aan het einde van de Tweede Wereldoorlog, op 8 april 1945, vloog de 8ste Amerikaanse Luchtvloot richting Staßfurt en Zerbst met de bedoeling de steden te bombarderen. Wegens het gunstige weer boven Halberstadt wijzigden de vliegtuigen echter hun koers en dropten de dodelijk lading boven Halberstadt. Duizenden burgers verloren hun leven en de stad werd voor 82% in puin gelegd. De drie grote kerken bleven ondanks zware beschadigingen verschoond van volledige vernietiging. Tot 1950 werden er door de actie "Bouwstenen voor de Wederopbouw van de Martinikerk" gelden ingezameld om de kerk te herbouwen. Dankzij de financiële offers van de bevolking en de inspanningen van de uit Halberstadt afkomstige architect Walter Bolze kon de kerk na de oorlog worden herbouwd in de vooroorlogse staat.
In 1989, aan de vooravond van de Duitse hereniging, stond het gebouw als kerk voor de burgers wederom in het middelpunt van de stadsgeschiedenis. Leden van het Neues Forum gebruikten de kerk om er elke woensdag te bidden voor het land, waarna er aansluitend een vreedzame demonstratie werd gehouden buiten de kerk.
In de jaren 90 werd duidelijk dat de kerk ernstig was aangetast door zure regen. Opnieuw zorgden de burgers van Halberstadt in samenwerking met de Deutschen Bundesstiftung Umwelt voor financiële middelen ten behoeve van het herstel. De restauratie vond begin 21e eeuw plaats.

## De torens
De westelijke bouw met de twee torens zijn het traditionele eigendom van de stad Halberstadt. Het machtige torencomplex werd in het begin van de 14e eeuw gebouwd en diende als uitkijkpost.
Opvallend aan de kerk zijn de twee verschillende torens. Waarom de torens zo verschillend zijn is onbekend. Er zijn een drietal theorieën:
- De meest verbreide theorie is dat de torens opzettelijk verschillend gebouwd zijn om de torenwachter in de hoogste toren een blik naar alle windrichtingen mogelijk te maken. Dit was noodzakelijk omdat in een cirkel van 20 kilometer rond de stad zogenaamde brandtorens stonden. Als de torenwachter op enige plek rook van zo'n brandtoren zag opstijgen, kon hij de stad alarmeren.
- De Sint-Martinus werd niet door de kerk zelf gebouwd, maar door de burgers. Tijdens de bouw ontbrak het de geldgevers zelf aan voldoende middelen en om geld te besparen werd ervoor gekozen de tweede toren in de huidige vorm te voltooien.
- Een derde theorie luidt dat er in de middeleeuwen een brand in de kerk zou hebben gewoed. Wegens geldgebrek kon de stad de toren niet volledig herbouwen en koos men ervoor slechts het noodzakelijke herstelwerk te verrichten.

## Orgel
De Sint-Martinuskerk bezit sinds 1770 een monumentaal orgel uit 1592-1596. Het orgel werd gebouwd door David Beck, de beroemdste telg van een familie van Saksische orgelbouwers, in opdracht van Hendrik Julius van Brunswijk-Wolfenbüttel, die het orgel wilde plaatsen in de slotkapel van zijn residentie in Gröningen. In het kader van de opheffing van de residentie schonk Frederik II van Pruisen het orgel in 1770 aan de Sint-Martinuskerk.
Sinds 2007 is de Förderverein Organum gruningense redivivum in het leven geroepen om het orgel weer volledig in oude luister te reconstrueren.

## Afbeeldingen

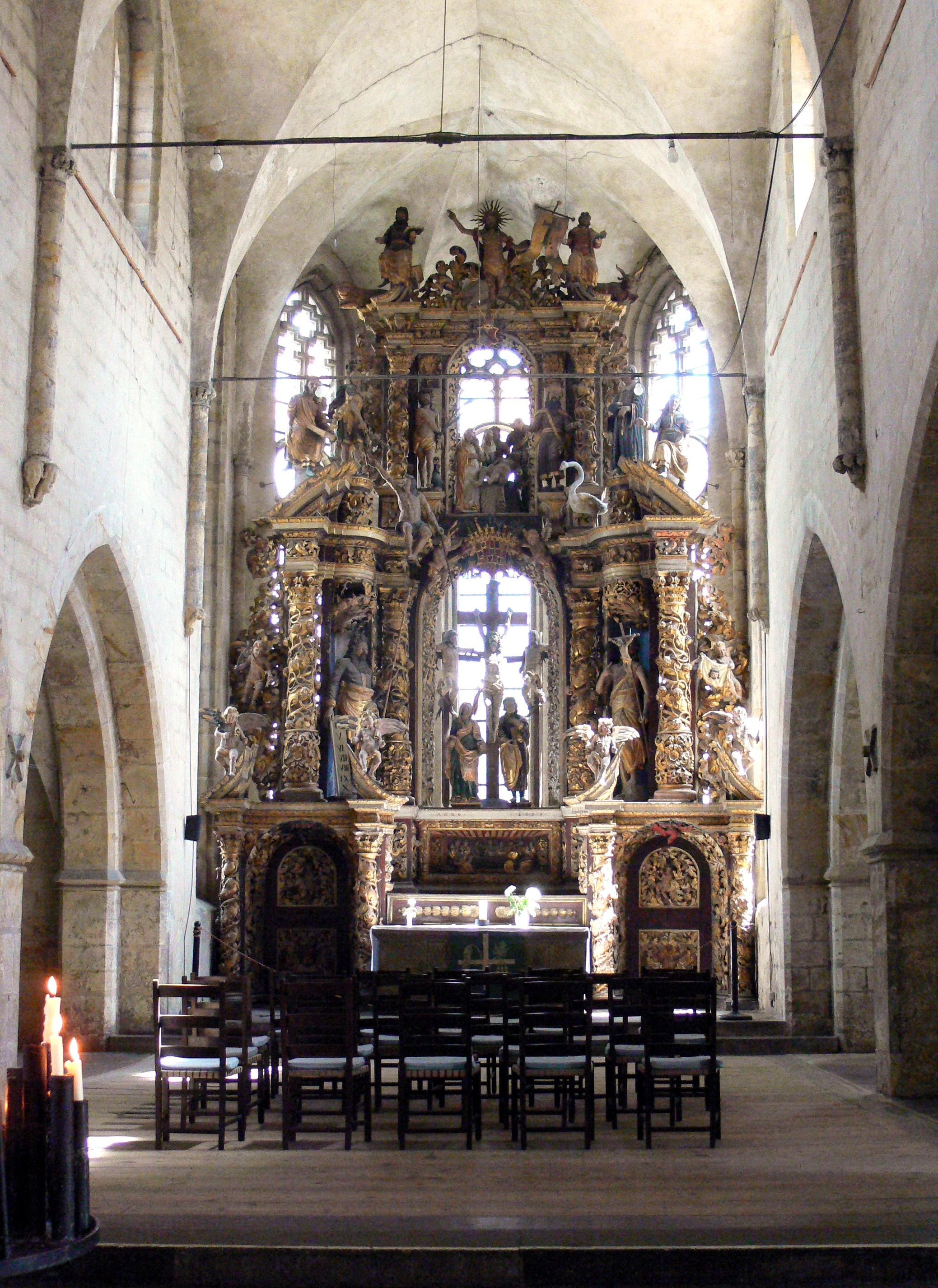
Hoogaltaar
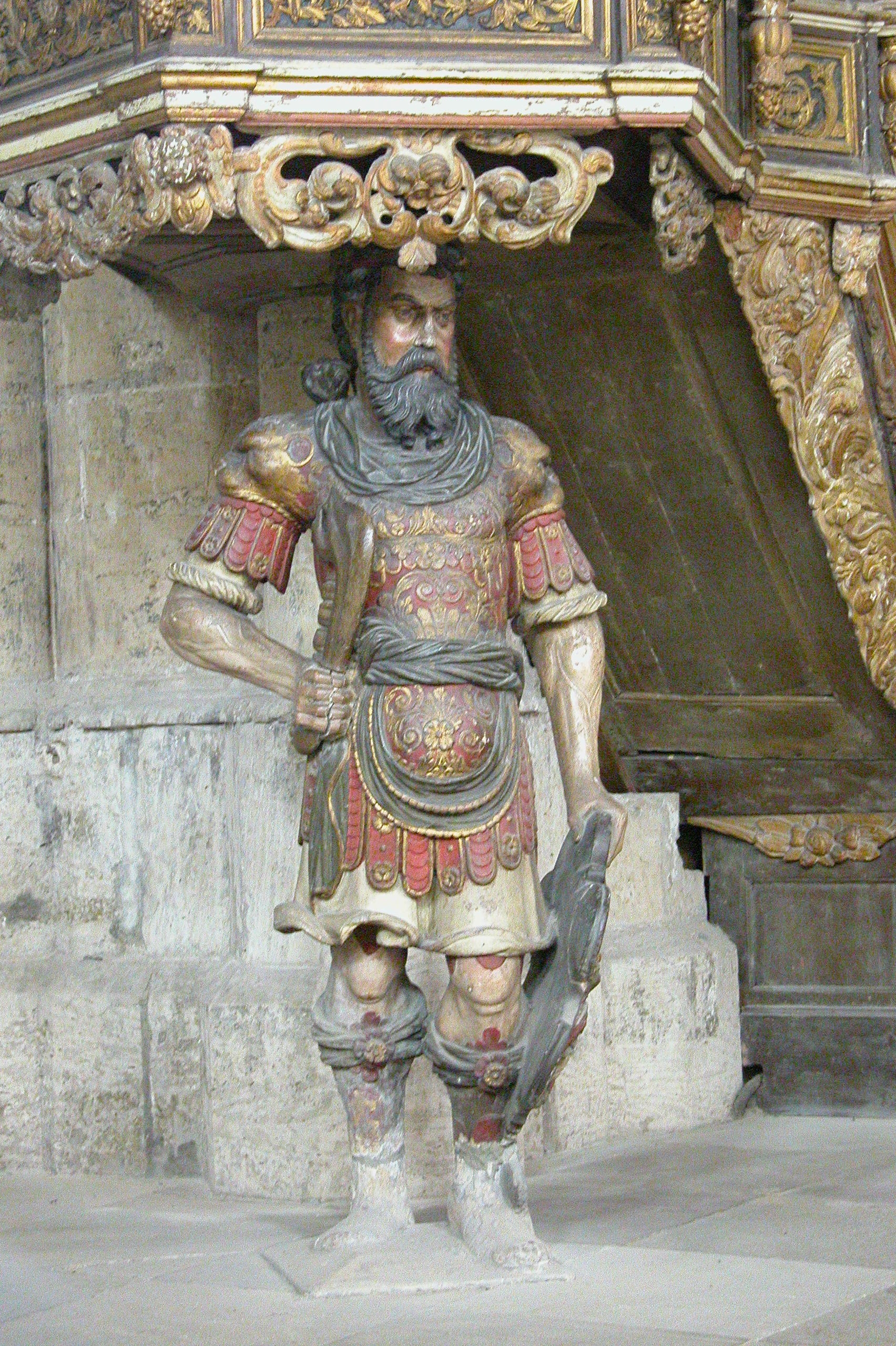
Simson die de preekstoel draagt
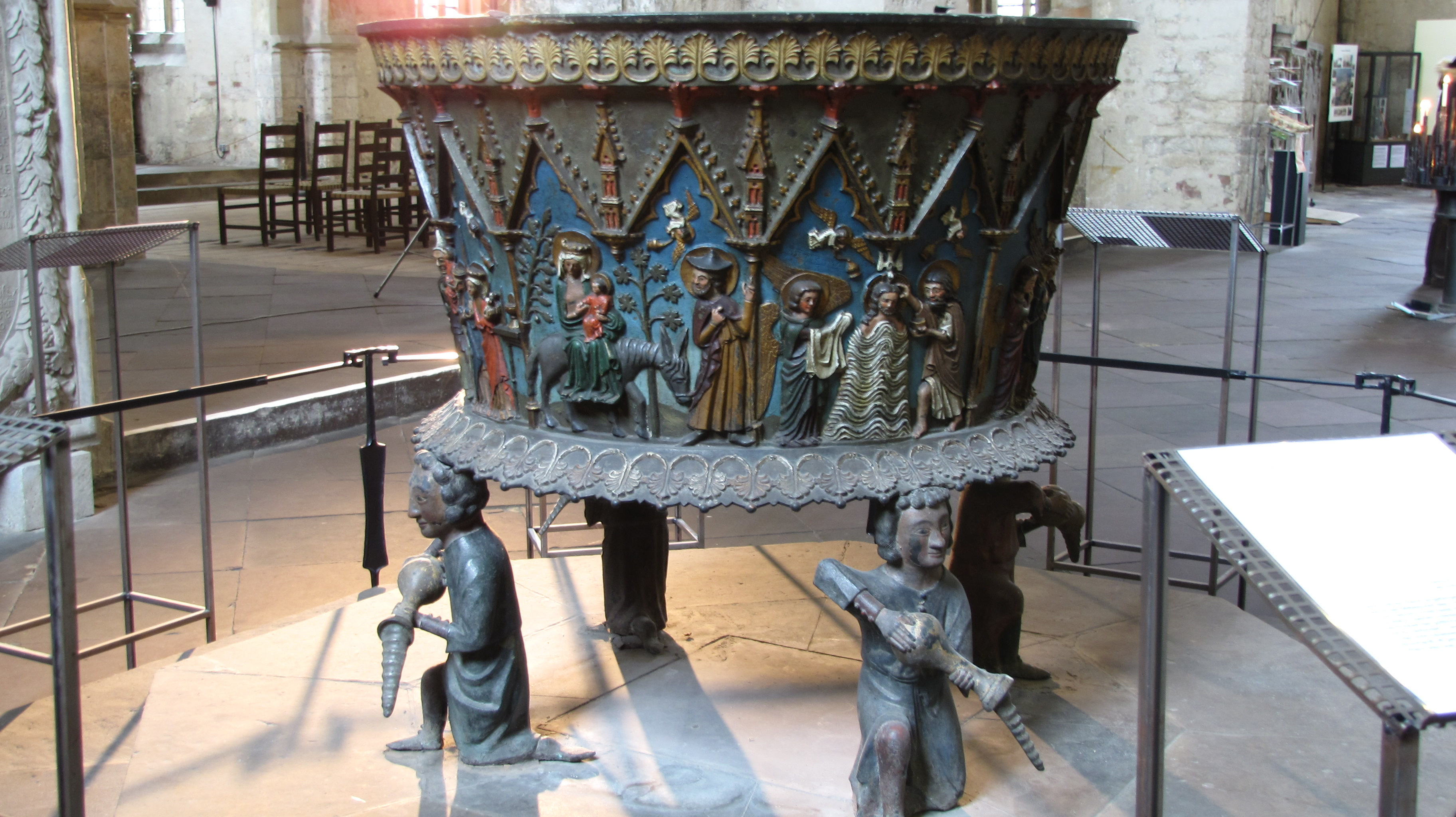
Doopbekken
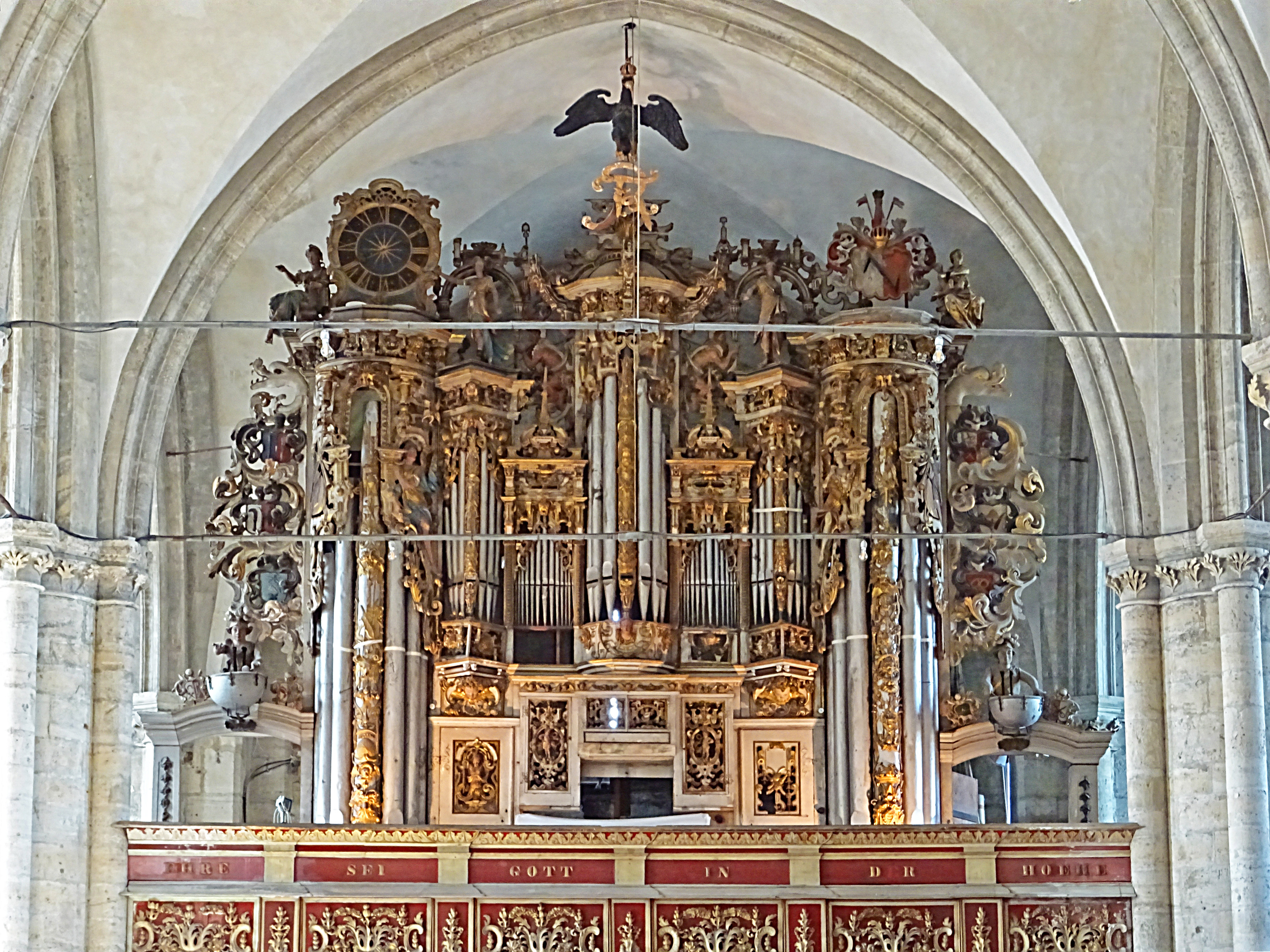
Orgel
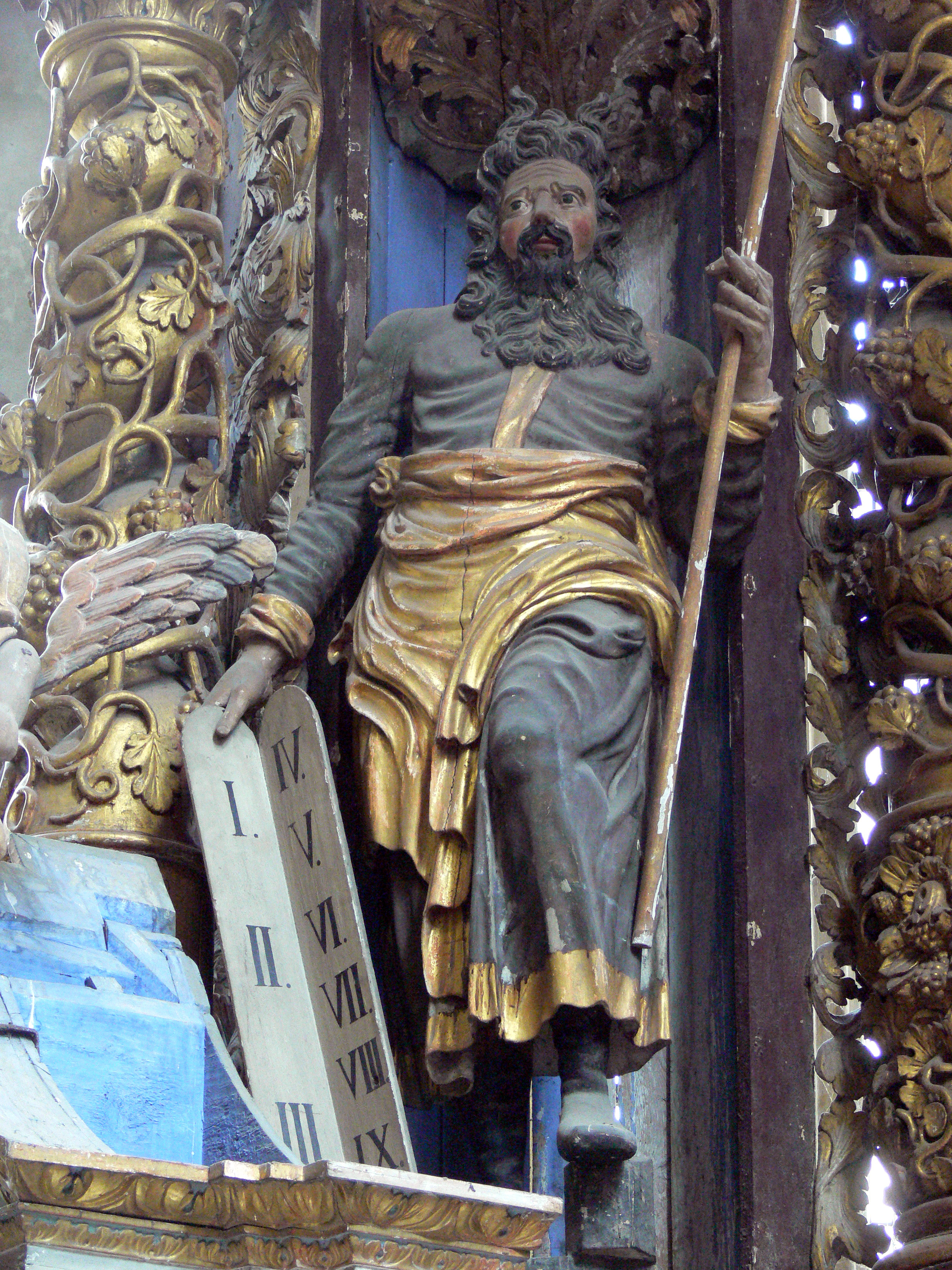
Mozes